# East Amana (Iowa)
East Amana es un lugar designado por el censo ubicado en el condado de Iowa en el estado estadounidense de Iowa. En el Censo de 2010 tenía una población de 56 habitantes y una densidad poblacional de 30,28 personas por km².

## Geografía
East Amana se encuentra ubicado en las coordenadas 41°48′26″N 91°50′59″O / 41.80722, -91.84972. Según la Oficina del Censo de los Estados Unidos, East Amana tiene una superficie total de 1.85 km², de la cual 1.85 km² corresponden a tierra firme y (0%) 0 km² es agua.

## Demografía
Según el censo de 2010, había 56 personas residiendo en East Amana. La densidad de población era de 30,28 hab./km². De los 56 habitantes, East Amana estaba compuesto por el 100% blancos, el 0% eran afroamericanos, el 0% eran amerindios, el 0% eran asiáticos, el 0% eran isleños del Pacífico, el 0% eran de otras razas y el 0% pertenecían a dos o más razas. Del total de la población el 0% eran hispanos o latinos de cualquier raza.